# Gira En el Corazón del Laberinto
Es la séptima gira que realizó el músico argentino Skay Beilinson. Comenzó el 24 de agosto de 2019 y terminó abruptamente el 8 de febrero de 2020. Se realizó para presentar su séptimo disco que se titula En el Corazón del Laberinto. La gira comenzó con un concierto en Tucumán, para luego seguir por Bahía Blanca y Montevideo. El disco antes mencionado es el primero sin Oscar Reyna ni Topo Espíndola, ya que sus lugares fueron ocupados por el legendario Richard Coleman y Leandro Sánchez. Esta es una nueva gira tras la separación de la banda anterior del Flaco, y se realiza luego de haber terminado su gira anterior, la número seis en su carrera. Se esperaba que Skay Beilinson y su banda sumen más fechas por el territorio argentino y, posiblemente, otros países del mundo, pero vino la pandemia y cambió los planes. El país al que iba a regresar después de 10 años iba a ser España, donde no toca de manera propia desde el año 2010 en su tercer tour en el que realizaron 53 conciertos por Argentina, Uruguay y el país antes mencionado. Luego, Skay Beilinson se mantuvo encaminado en su gira de regreso hasta la grabación de su nuevo álbum, que sale el 2 de noviembre de 2023 y se llama Espejismos.

## Lanzamiento del disco y gira

### 2019
El 9 de agosto sale el nuevo disco de Skay Beilinson, el séptimo tras la separación de Los Redondos. Se titula En el Corazón del Laberinto. Consta de 10 canciones, la mayoría escritas por Skay Beilinson, salvo El valor del encanto y En la cueva de San Andrés, con poesías de Cristal Belén Fernández del Hogar Juanito y Daniel Amiano, este último es un emérito poeta y guitarrista, con quien el Flaco escribió el tema El equilibrista, de su disco anterior. En el tema El sueño de la calle Nueva York, la banda cuenta con Hugo Lobo en trompeta, trombón y flugelhorn. En la portada de este nuevo disco podemos ver el primer plano de un ojo. Las bases de guitarra quedaron a cargo de Skay Beilinson, y el arte de tapa fue realizado por Rocambole. Es el primer disco sin Oscar Reyna y Topo Espíndola. Sus lugares fueron ocupados por el legendario Richard Coleman y Leandro Sánchez, en guitarra y batería, respectivamente. En el segundo tema se puede notar la influencia del Flaco hacia The Rolling Stones. La gira arrancó con un concierto en el Club Sportivo Floresta, y tuvo lugar el 24 de agosto, donde volvieron a tocar tras 11 años. El 14 de septiembre, la banda toca otra vez en el Club Estudiantes. El concierto contó con la participación de Joaquín Rosson. El 6 de octubre volvieron a Uruguay para participar del Cosquín Rock 2019, desarrollado en el Parque Roosevelt, en donde el Flaco volvió a tocar después de 12 años. El 13 de octubre, la banda regresó a la Argentina para tocar en el estadio Unión y Progreso, donde se habían presentado en su gira pasada. El 16 de noviembre tocaron por primera vez en Plottier, dando así un concierto en el predio que lleva su nombre. No tocaban en esa provincia desde hace 11 años. El 7 de diciembre despiden el año en GAP. Así se termina la primera parte de esta gira.

### 2020
Comienza un nuevo año tocando en la edición número 20 del Cosquín Rock el día 8 de febrero junto a varios artistas de renombre como Divididos, Molotov, Mon Laferte y otros artistas más.

## Conciertos
| Fecha                    | Ciudad                 | País      | Recinto               |
| ------------------------ | ---------------------- | --------- | --------------------- |
| América del Sur          |                        |           |                       |
| 24 de agosto de 2019     | San Miguel de Tucumán  | Argentina | Club Floresta         |
| 14 de septiembre de 2019 | Bahía Blanca           | Argentina | Club Estudiantes      |
| 6 de octubre de 2019     | Canelones              | Uruguay   | Parque Roosevelt      |
| 13 de octubre de 2019    | Tandil                 | Argentina | Club Unión y Progreso |
| 16 de noviembre de 2019  | Plottier               | Argentina | Predio Expo Plottier  |
| 7 de diciembre de 2019   | Mar del Plata          | Argentina | GAP                   |
| 8 de febrero de 2020     | Santa María de Punilla | Argentina | Aeródromo             |

## Conciertos suspendidos y/o reprogramados
| Fecha               | Ciudad, País          | Lugar                      | Motivo |
| ------------------- | --------------------- | -------------------------- | --- |
| 14 de marzo de 2020 | Corrientes, Argentina | Playón Estadio Boca Unidos | Pandemia de COVID-19. Se realizó finalmente el 24 de agosto de 2024 en la presentación de su nuevo disco Espejismos. El concierto tuvo lugar en el Club Regatas. |
| 18 de abril de 2020 | Salta, Argentina      | Microestadio Delmi         | Pandemia de COVID-19. Se realizará finalmente el 22 de agosto de 2025.                                                                                           |
| 22 de mayo de 2020  | Montevideo, Uruguay   | La Trastienda Club         | Suspendido por la Pandemia del Coronavirus. Se realizó el 23 de abril de 2022                                                                                    |

## Formación durante la gira
- Skay Beilinson - Voz y guitarra (2002 - actualidad)
- Joaquín Rosson - Guitarra eléctrica secundaria (2019 - actualidad)
- Richard Coleman - Guitarra eléctrica secundaria (2019)
- Claudio Quartero - Bajo (2002-Actualidad)
- Javier Lecumberry - Teclados (2002-Actualidad)
- Leandro Sánchez - Batería (2018-Actualidad)